# Rhoicissus sessilifolia
Rhoicissus sessilifolia är en vinväxtart som beskrevs av E. Retief. Rhoicissus sessilifolia ingår i släktet Rhoicissus och familjen vinväxter. Inga underarter finns listade i Catalogue of Life.